# Чорнодимлена кераміка
Чорноди́млена кераміка — один з видів кераміки, випаленої за спеціальною технологією — без доступу повітря. Її ще називають: чорнолощена, лощена, чорна, сива, задимлена, закурена кераміка. Технологію чорнодимленої кераміки використовували з давніх часів. В багатьох країнах світу виготовляють чорнодимлені гончарні вироби. 

## Історія виникнення
Технологія чорної кераміки була відома у Вавилонії. Археолог Марія Ґімбутас стверджувала, що чорна кераміка була особливо популярною у Східній Пруссії (нині Мала Литва), де її також використовували в релігійних цілях ще в 4000–2000 роках до нашої ери, наприклад, після кремації прах людини клали у спеціальну чорну урну. Пізніше технологія поширилась в Європу. На початку нашої ери мала свої осередки на території України та сучасних держав Європи. В Україні XVIII—XIX ст. чорна кераміка суперничала з традиційною полив'яною керамікою й поступово втратила популярність. 
Димлена кераміка поширена в ряді країн світу: Україні, Португалії, Латвії, Данії, Чехії, Румунії, Угорщині, Бразилії,Перу, Індії, та багатьох інших. Археологічні дослідження в Литві довели, що вже в 14 столітті чорна кераміка була поширена в районі сучасного Вільнюса.

## Особливості технології
Чорна кераміка виготовляється зі спеціальної глини на гончарному крузі. Далі вироби трішки підсушують та вигладжують  або лощать спеціальним камінцем чи кісткою, ними також «виписують» на них орнаменти. Після випалювання вигладжена поверхня має темно-сріблястий, а полірована — чорний колір.

## Чорнодимлена кераміка в Україні
В Україні одним з найвідоміших промислів чорнодимленої кераміки вважається гаварецька кераміка, яку виготовляють у селі Гавареччині, що у Львівській області. Сьогодні багато фрагментів чорнодимленої кераміки знаходять в Івано-Франківській області[джерело?]
Виробляють лощену димлену кераміку в Опішні, в Сокирянській громаді Чернівецької області.

## Культурна спадщина
Чорнодимлена кераміка занесена у список елементів нематеріальної культурної спадщини регіонального рівня Волинської області у 2015 році. Носії цього ремесла мешкають в селах Гаразджа, Великий Омеляник Луцького району та смт. Локачі Дубечненська сільська громада.
Процес виробництва чорної кераміки в селі Бісальянс (Португалія) оголошений нематеріальною культурною спадщиною ЮНЕСКО.

## Світлини

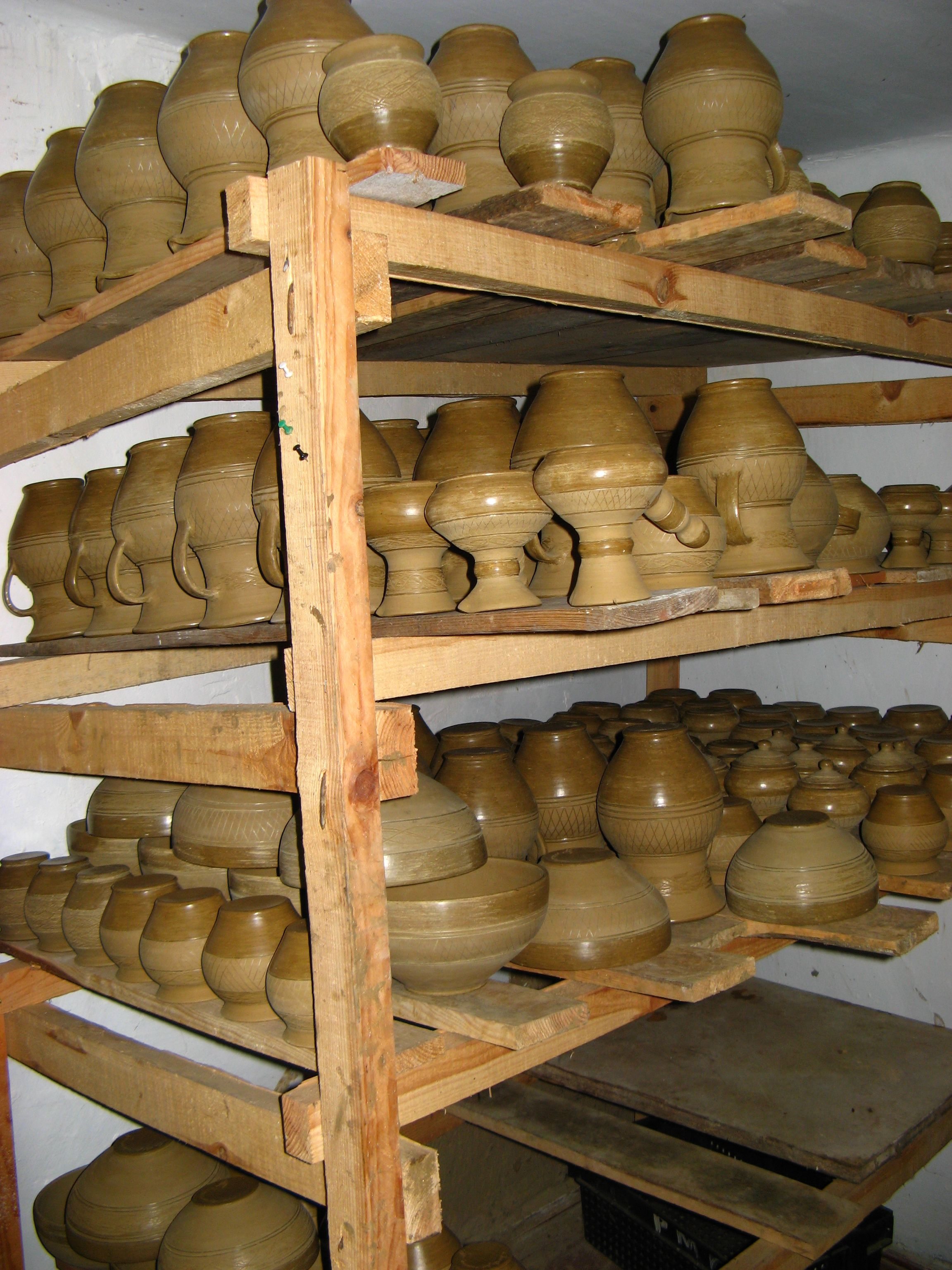
Сушіння перед випалюванням керамічного посуду
Гончарний круг
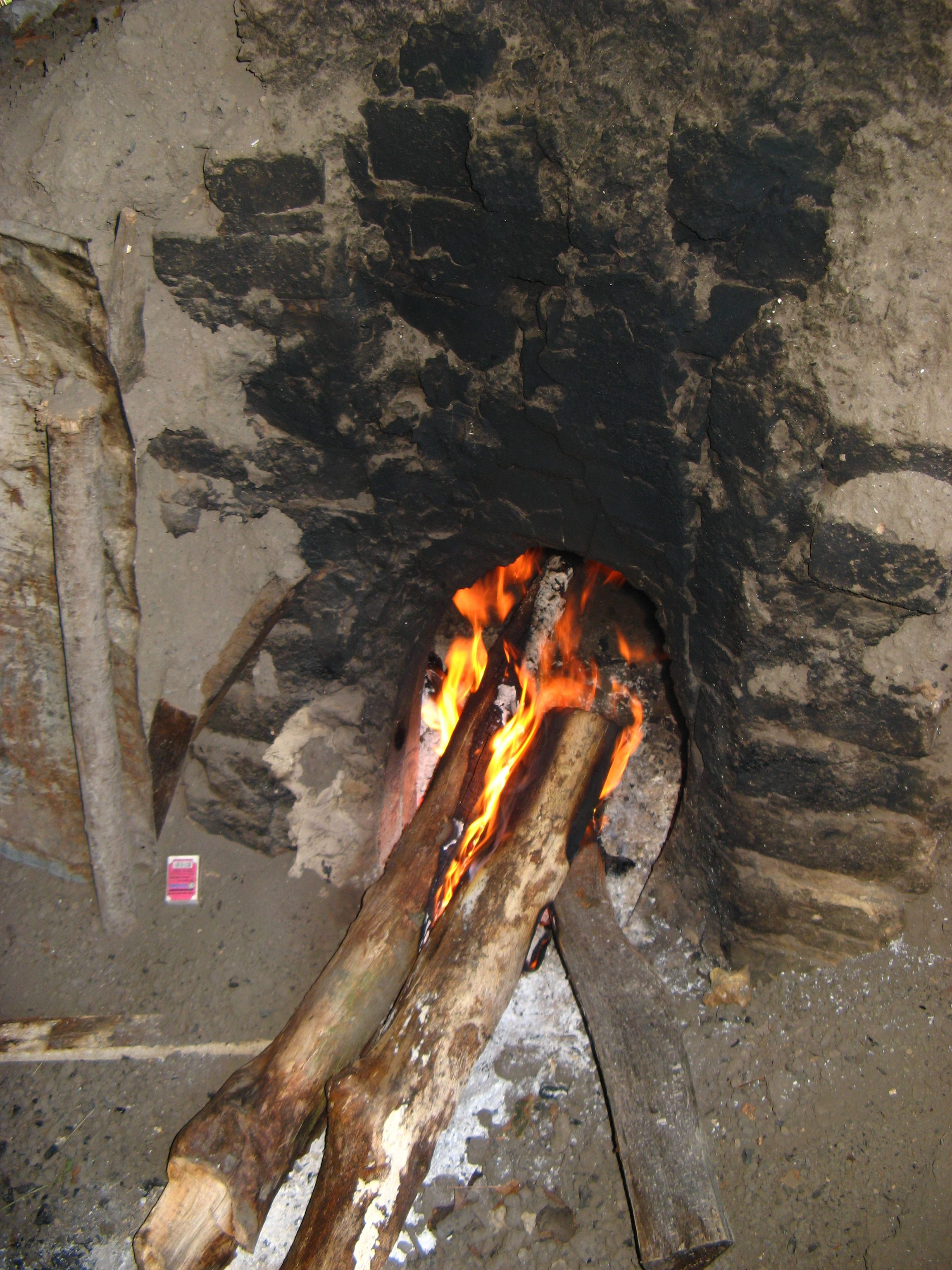
Дров'яна гончарна піч для випалення
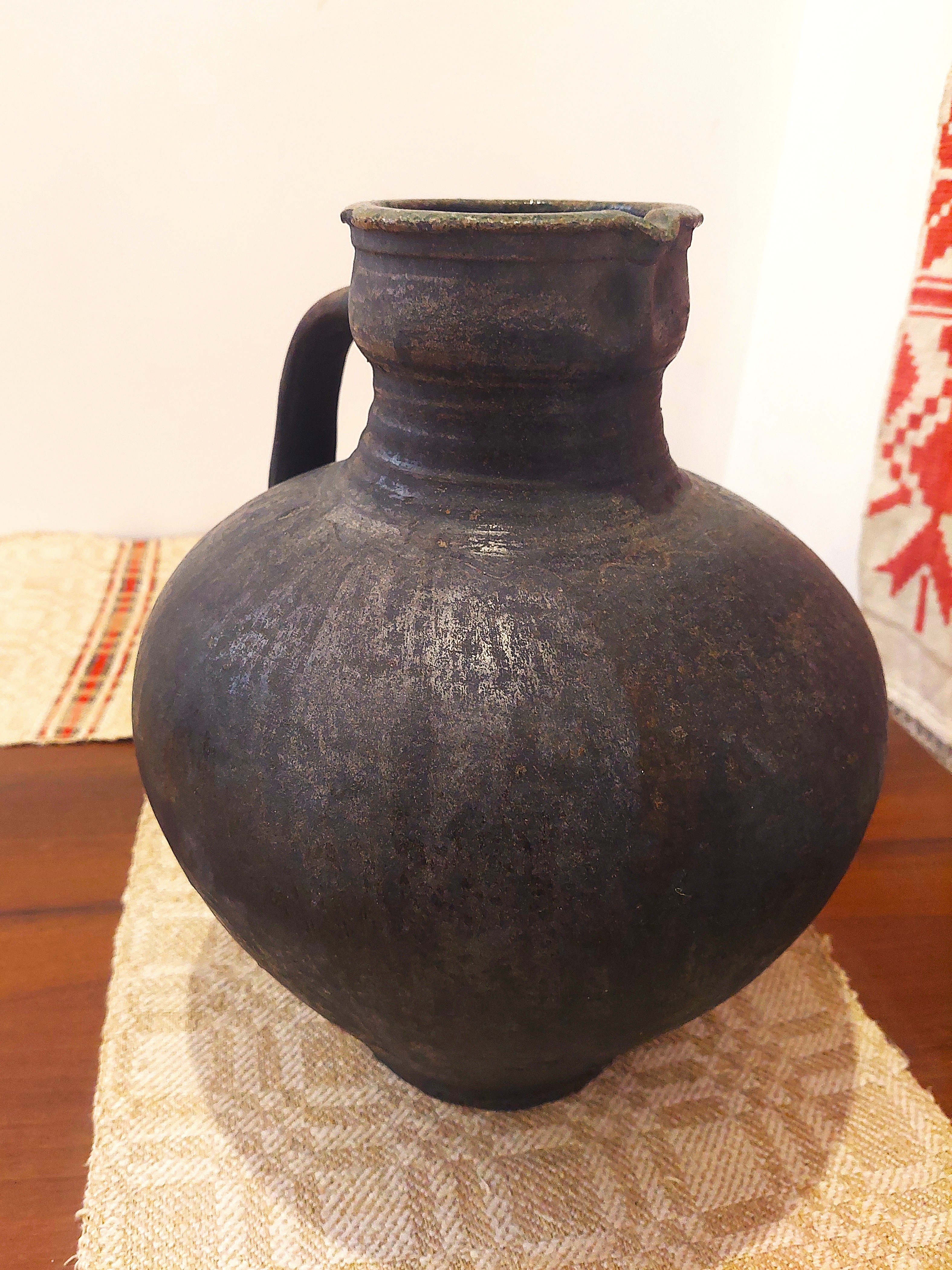
Глечик чорнодимлена кераміка
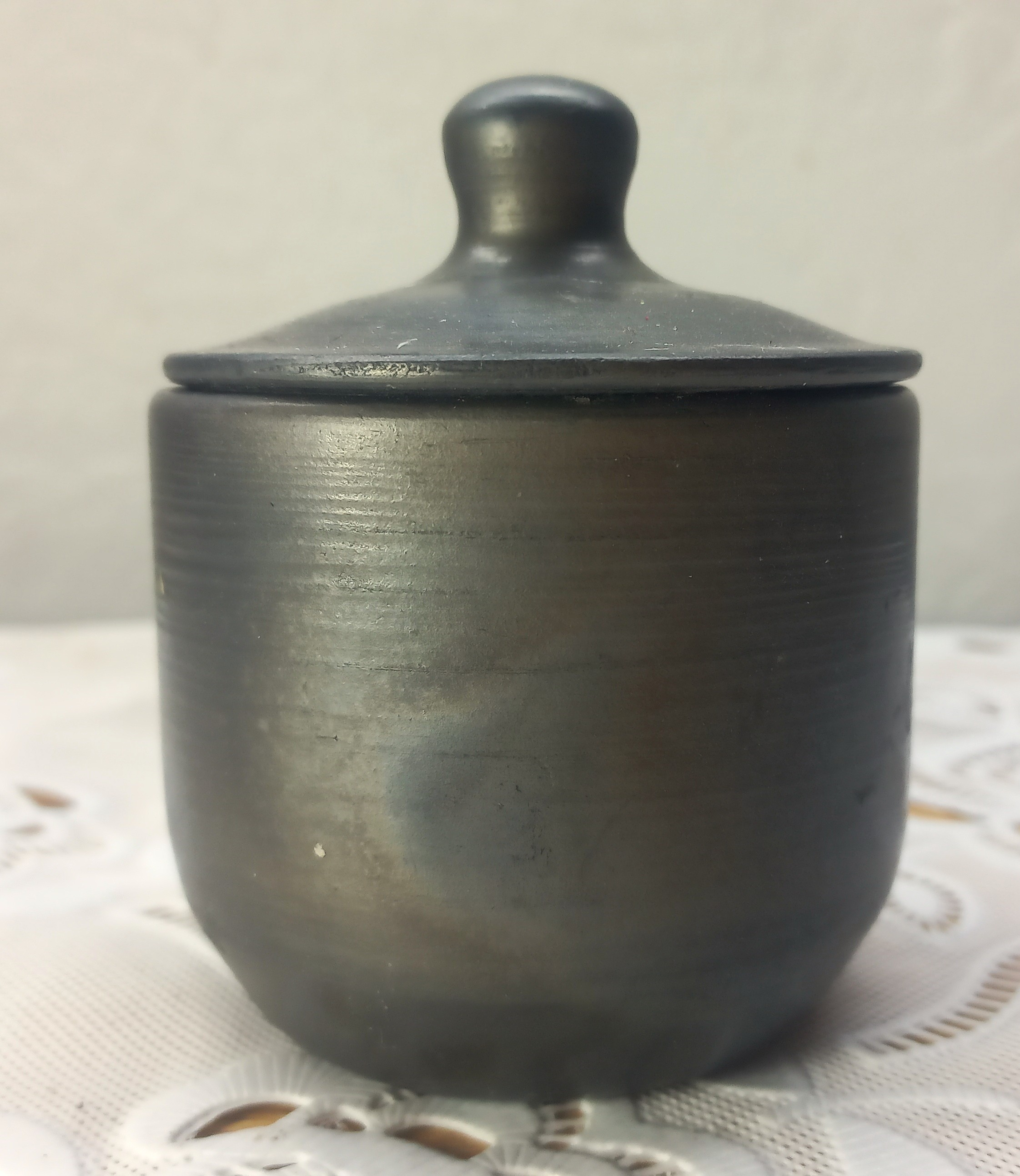
Сільниця, Опішня
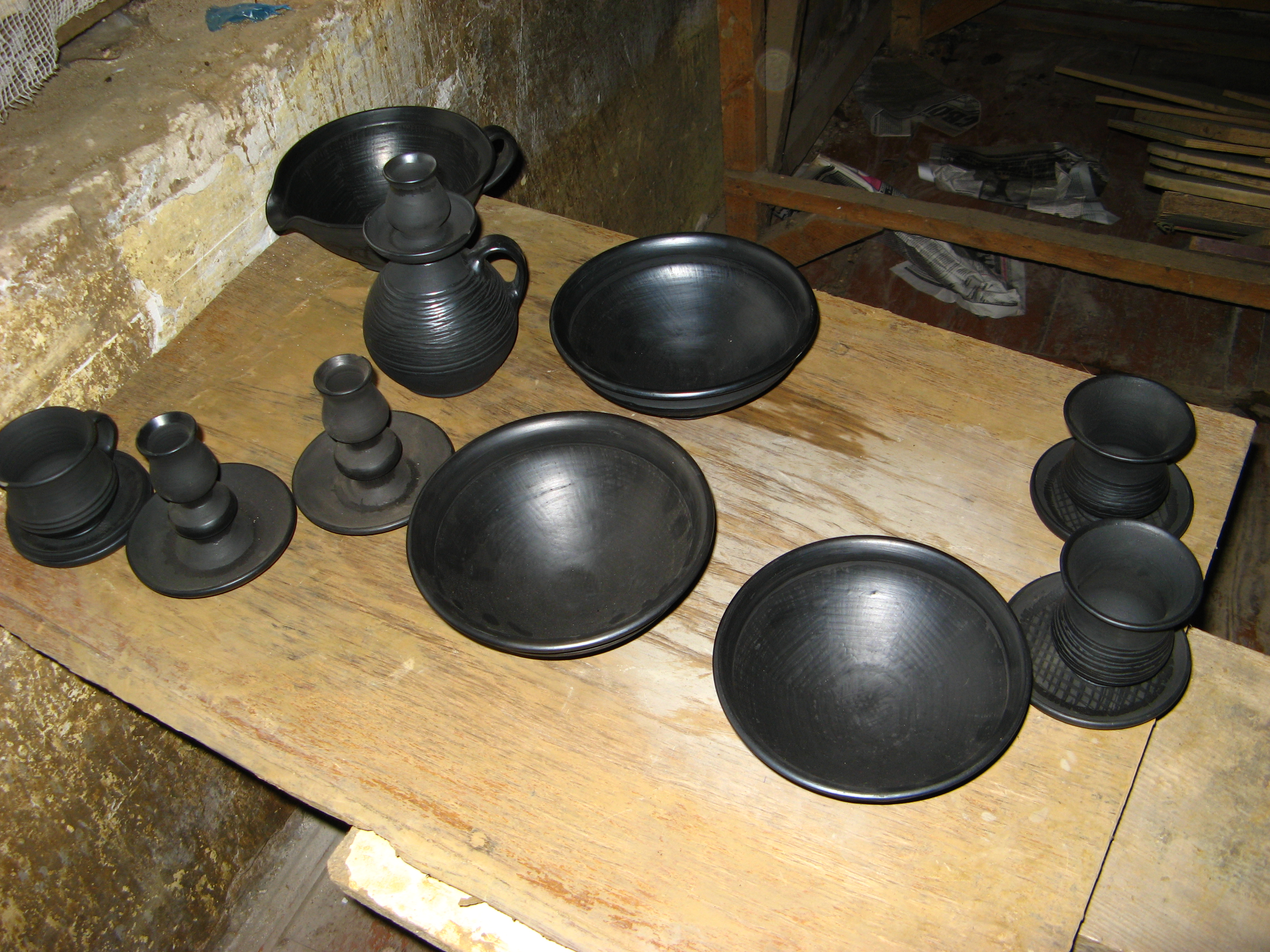
Зразки чорнодимленої кераміки, с. Гавареччина